# Rodney Bay
Rodney Bay es una localidad de Santa Lucía que forma parte del distrito de Gros Islet.